# Aniche
Aniche è un comune francese di 10 184 abitanti situato nel dipartimento del Nord nella regione dell'Alta Francia.
Situato nel bacino minerario del Nord-Passo di Calais, è stato a lungo un centro di grande importanza per la produzione di carbone, con le sue 14 miniere.

## Società

### Evoluzione demografica
Abitanti censiti